# Gerechtshof 's-Hertogenbosch
Het Gerechtshof 's-Hertogenbosch is een sinds 1838 Nederlands bestaand gerechtshof dat zaken van de rechtbank Oost-Brabant, Zeeland-West-Brabant en Limburg in hoger beroep behandelt. Het ressort omvat de provincies Zeeland, Noord-Brabant en Limburg.
Sinds 1998 heeft het hof zijn zetel in het Paleis van Justitie aan de Leeghwaterlaan in 's-Hertogenbosch. In 2008 schreef oud-president G. Chr. Kok, 170 jaar na de oprichting, de geschiedenis van het hof.

## Verkeerde beëdiging
In juli 2022 werd bekend dat dertig raadsheren van het Hof beëdigd zijn met de verkeerde tekst. Bij honderden van hun zaken is cassatie ingesteld of is dit nog mogelijk, naast vele andere zaken waarvoor dit niet geldt. Gerald Roethof, advocaat van de veroordeelde in de zaak-Nicky Verstappen Jos B., vindt dat zijn hoger beroep over moet. In september 2022 adviseerde de procureur-generaal bij de Hoge Raad de uitspraken in stand te houden.

## Presidenten
| Periode    | Naam                                                | Bijzonderheden |
| ---------- | --------------------------------------------------- | --- |
| 1838–1862  | P.S. van Son (1771–1862)                            | |
| 1862–1872  | C.J. van Heusden (1792–1872)                        | |
| 1872–1875  | J.B.H. van de Mortel (1797–1887)                    | tevens lid van Provinciale en Gedeputeerde Staten, en van de Tweede Kamer |
| 1876–1888  | jhr. J.M.B.J. van der Does de Willebois (1810–1891) | |
| 1889–1900  | T.H. Bondam (1821–1900)                             | |
| 1900–1909  | jhr. P.M.F. van Meeuwen (1837–1913)                 | |
| 1909–1924  | jhr. L.C.J.A. van Meeuwen (1844–1927)               | broer van voorgaande |
| 1925–1933  | jhr. A.F.O. van Sasse van Ysselt (1852–1939)        | Voorzitter van de Hoge Raad van Adel (1934–1939) Lid van de Tweede (1901–1918, 1920–1929) en Eerste Kamer (1929–1939) Lid van Provinciale Staten van Noord-Brabant (1900–1929) Lid van de Gemeenteraad van 's-Hertogenbosch (1895–1919) |
| 1933–1934  | P.H. Loeff (1864–1937)                              | Lid Provinciale en buitengewoon lid Gedeputeerde Staten van Noord-Brabant |
| 1934–1950  | A.J. Vliegenthart (1881–1950)                       | |
| 1950–1961  | Th.R.J. Wijers (1891–1973)                          | Minister van Justitie (1948–1950) Lid van de Eerste Kamer (1948, 1951) |
| 1961–1969  | W.H. Ariëns (1899–1986)                             | |
| 1969–1979  | L.E.H. Rutten (1909–2001)                           | hoogleraar burgerlijk procesrecht te Nijmegen |
| 1977–1980  | J.K. Schellenbach (1910–1997)                       | |
| 1981–1988  | V.A.D.M. van Haren (1918–2001)                      | |
| 1989–1996  | G.Chr. Kok (1935–2021)                              | |
| 1996–2003  | A.J.W.M. Jurgens (1939)                             | |
| 2002–2009  | G.A.M. Stevens (1940)                               | |
| 2009–2012  | ?                                                   | |
| 2013–2021  | R.C.A.M. Philippart                                 | |
| 2021–heden | G. Tangenberg                                       | |